# Supremacy 1914
Supremacy 1914 — браузерна багатокористувацька комп'ютерна гра в жанрі стратегії в реальному часі, розроблена і підтримувана компанією Bytro Labs. Гра вийшла в 2009 році. Ігровий сюжет зав'язаний на 1914 році — початку Першої світової війни. Тому в грі мінімум будівель для будівництва та досить убога різноманітність військових юнітів (що цілком достатньо за сюжетом гри). Гра сподобається в першу чергу любителям повоювати, які не хочуть обтяжувати себе великим обсягом інформації і не володіють великим часом онлайну. При цьому сказати, що в грі не знадобляться мізки, ніяк не можна.
Гра отримала нагороду «Best Medium Games 2009» за результатами голосувань користувачів.

## Ігровий процес
Гра відбувається в реальному часі. На одній карті (використовується модифікована карта, яка базується на реальній карті часів Першої світової війни) можуть одночасно грати до 500 осіб. Тривалість раундів гри на одній карті може становити від одного до восьми і більше тижнів. Дуже велику увагу приділено дипломатії, союзи й пакти є необхідною умовою для досягнення успіху. У грі існує 15 сценаріїв.